# Lonoke
Lonoke är administrativ huvudort i Lonoke County i Arkansas sedan countyts grundande år 1873. Vid 2010 års folkräkning hade Lonoke 4 245 invånare.